# Movimiento Democrático de Mozambique
El Movimiento Democrático de Mozambique (en portugués: Movimento Democrático de Moçambique) o MDM es un partido político mozambiqueño fundado el 7 de marzo de 2009 en la ciudad de Beira. Su líder es Daviz Simango, actual alcalde de dicha ciudad desde 2003. Su fundó como una escisión de la Resistencia Nacional Mozambiqueña (RENAMO), principal partido de la oposición del país. Presentó dos veces la candidatura de Simango a la presidencia de la República, quedando en ambas ocasiones en tercer lugar, y convirtiéndose en la segunda fuerza política del país.
En las elecciones parlamentarias del 28 de octubre de 2009, el Movimiento Democrático de Mozambique no fue habilitado para presentarse por la Comisión Nacional de Elecciones en nueve de las trece circunscripciones electorales por motivos polémicos. Logró obtener ocho escaños en dicha elección con casi el 4% de los votos. En 2014, esos ocho escaños se ampliarían a 17.

## Resultados electorales

### Elecciones presidenciales
|  | 8.59 % |

|  | 6.36 % |

|  | 4.33 % |

### Elecciones parlamentarias
|  | 3.93 % |

|  | 8.35 % |